# Afrohelotina lujae
Afrohelotina lujae is een keversoort uit de familie Helotidae. De wetenschappelijke naam van de soort is voor het eerst geldig gepubliceerd in 1910 door Ritsema.